# Corythopis
Corythopis là một chi chim trong họ Tyrannidae.